# 黄巷街道
黄巷街道，是中华人民共和国江苏省无锡市梁溪区下辖的一个乡镇级行政单位。2021年10月20日，撤销黄巷街道，以原黄巷街道社区居委会（不含丰涵家园、刘潭新村、刘潭、庄前、前村）行政区域设立新的黄巷街道。管理民丰里第一、民丰里第二、惠山、梨庄、社桥、五河、高泾、广石家园、龙塘家园第一、盛世家园、新街家园、龙塘西苑、杨木桥、民丰14个社区居委会。

## 行政区划
黄巷街道下辖以下地区：
刘潭一村社区、刘潭二村社区、民丰里第一社区、民丰里第二社区、广石家园社区、惠山社区、梨庄社区、社桥社区、民丰社区、五河社区、杨木桥社区、高泾社区、前村社区、庄前社区、刘潭社区、龙塘家园第一社区、盛世家园社区、丰涵家园社区和五河苑社区。